# ファイナルファンタジーグランドマスターズ
『ファイナルファンタジーグランドマスターズ』（FINAL FANTASY GRANDMASTERS）はスクウェア・エニックスより配信されているスマートフォン用ゲームアプリ。2015年10月1日サービス開始。基本プレイ無料（アイテム課金制）。
2019年4月25日をもってサービスを終了した。

## 概要
『ファイナルファンタジーXI』と世界観を共有するスマートフォン向けオンラインRPG。
スマートフォンという媒体に合わせてゲームシステムは大幅にアレンジされており、グラフィックもデフォルメ調のものに変更されている。